# McCormick County
McCormick County ist ein County im US-Bundesstaat South Carolina der Vereinigten Staaten. Das U.S. Census Bureau hat bei der Volkszählung 2020 eine Einwohnerzahl von 9.526 ermittelt. Der Verwaltungssitz (County Seat) ist McCormick.

## Geographie
Das County liegt im Westen von South Carolina, grenzt im Südwesten an Georgia und hat eine Fläche von 1020 Quadratkilometern, wovon 89 Quadratkilometer Wasserfläche sind. Es grenzt im Uhrzeigersinn an folgende Countys: Abbeville County, Greenwood County, Edgefield County und in Georgia an folgende Countys: Columbia County, Lincoln County und Elbert County.

## Geschichte
McCormick County wurde am 19. Februar 1916 gebildet. Benannt wurde es nach Cyrus McCormick, einem amerikanischen Erfinder und Unternehmer schottisch-irischer Herkunft.
20 Bauwerke und Stätten des Countys sind im National Register of Historic Places (NRHP) eingetragen (Stand 29. Juli 2018).

## Demografische Daten

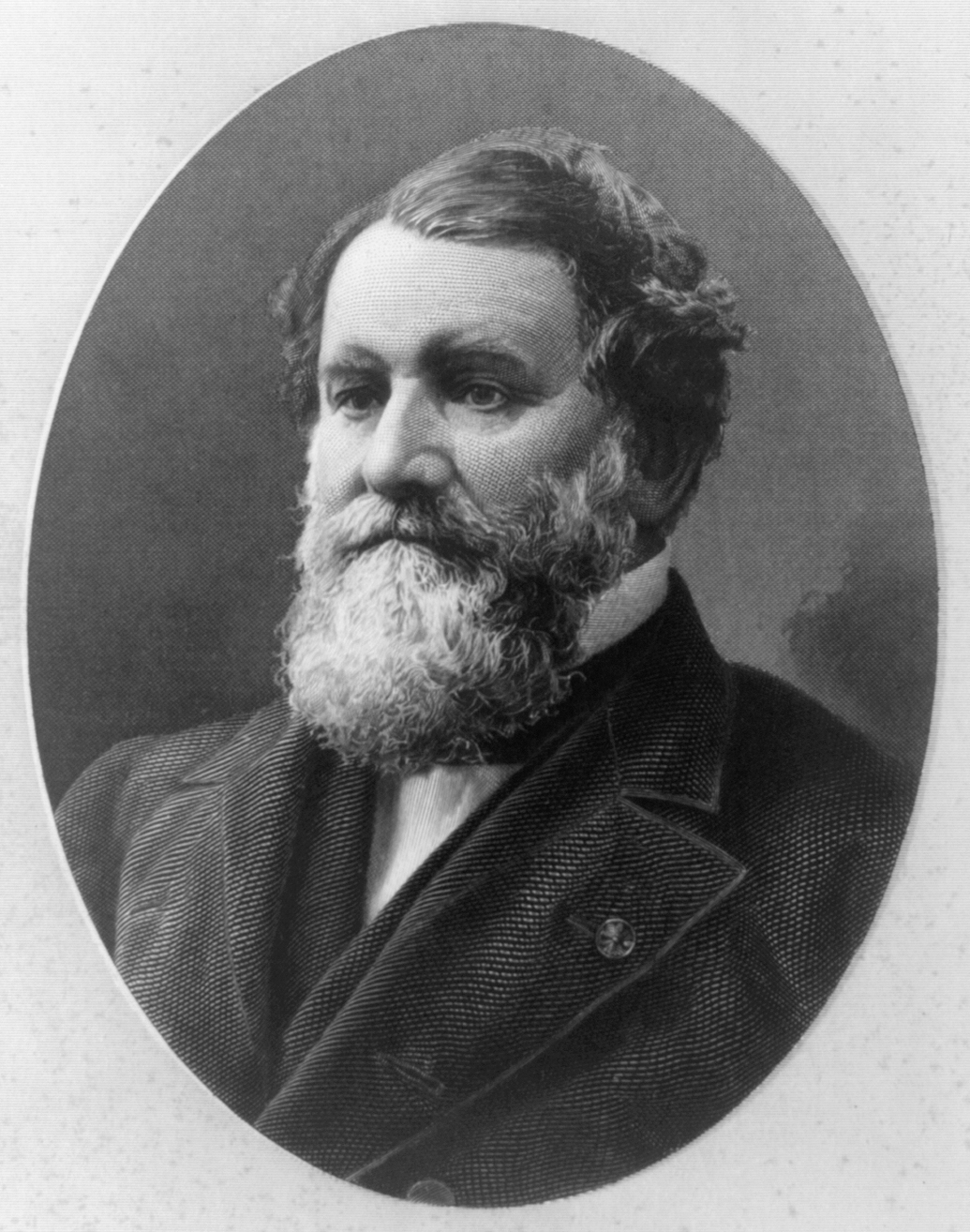
Cyrus McCormick

Nach der Volkszählung im Jahr 2000 lebten im McCormick County 9958 Menschen in 3558 Haushalten und 2604 Familien. Die Bevölkerungsdichte betrug 11 Einwohner pro Quadratkilometer. Ethnisch betrachtet setzte sich die Bevölkerung zusammen aus 44,78 Prozent Weißen, 53,88 Prozent Afroamerikanern, 0,07 Prozent amerikanischen Ureinwohnern, 0,29 Prozent Asiaten, 0,03 Prozent Bewohnern aus dem pazifischen Inselraum und 0,38 Prozent aus anderen ethnischen Gruppen; 0,57 Prozent stammten von zwei oder mehr Ethnien ab. 0,86 Prozent der Bevölkerung waren spanischer oder lateinamerikanischer Abstammung.
Von den 3558 Haushalten hatten 24,8 Prozent Kinder unter 18 Jahre, die bei ihnen lebten. 51,8 Prozent waren verheiratete, zusammenlebende Paare, 17,6 Prozent waren allein erziehende Mütter, 26,8 Prozent waren keine Familien, 24,4 Prozent waren Singlehaushalte und in 10,2 Prozent lebten Menschen mit 65 Jahren oder darüber. Die Durchschnittshaushaltsgröße betrug 2,39 und die durchschnittliche Familiengröße betrug 2,82 Personen.
19,5 Prozent der Bevölkerung war unter 18 Jahre alt. 8,3 Prozent zwischen 18 und 24, 27,6 Prozent zwischen 25 und 44, 28,1 Prozent zwischen 45 und 64 und 16,5 Prozent waren 65 Jahre alt oder älter. Das Durchschnittsalter betrug 41 Jahre. Auf 100 weibliche Personen kamen 113,7 männliche Personen und auf 100 Frauen im Alter von 18 Jahren und darüber kamen 115,8 Männer.
Das jährliche Durchschnittseinkommen eines Haushalts betrug 31.577 USD, das Durchschnittseinkommen einer Familie betrug 38.822 USD. Männer hatten ein Durchschnittseinkommen von 28.824 USD, Frauen 21.587 USD. Das Prokopfeinkommen betrug 14.770 USD. 15,1 Prozent der Familien und 17,9 Prozent der Bevölkerung lebten unterhalb der Armutsgrenze.